# 이크발 바노
이크발 바노(Iqbal Bano, 1935년 8월 27일 ~ 2009년 4월 21일)는 파키스탄의 가수이다. 우르두어 가잘 노래를 제작했으며 1974년 파키스탄의 대통령상인 공연의 자부심상을 수상했다.